# Tricalysia talbotii
Empogona talbotii là một loài thực vật thuộc họ Rubiaceae. Loài này có ở Cameroon và Nigeria. Môi trường sống tự nhiên của chúng là rừng ẩm vùng đất thấp nhiệt đới hoặc cận nhiệt đới. Chúng hiện đang bị đe dọa vì mất môi trường sống.